# قلب من را نشکن (ترانه)
«قلبم رو نشکن» یا «قلبِ من را نشکن» تک‌آهنگی از خوانندۀ آمریکایی لاتویا جکسون است که تام بسر نیز در رپ و وکال پس‌زمینه او را همراهی می‌کند. این آخرین تک‌آهنگ جکسون در دهه ۱۹۹۰ بود.